# Zhang Zhibo

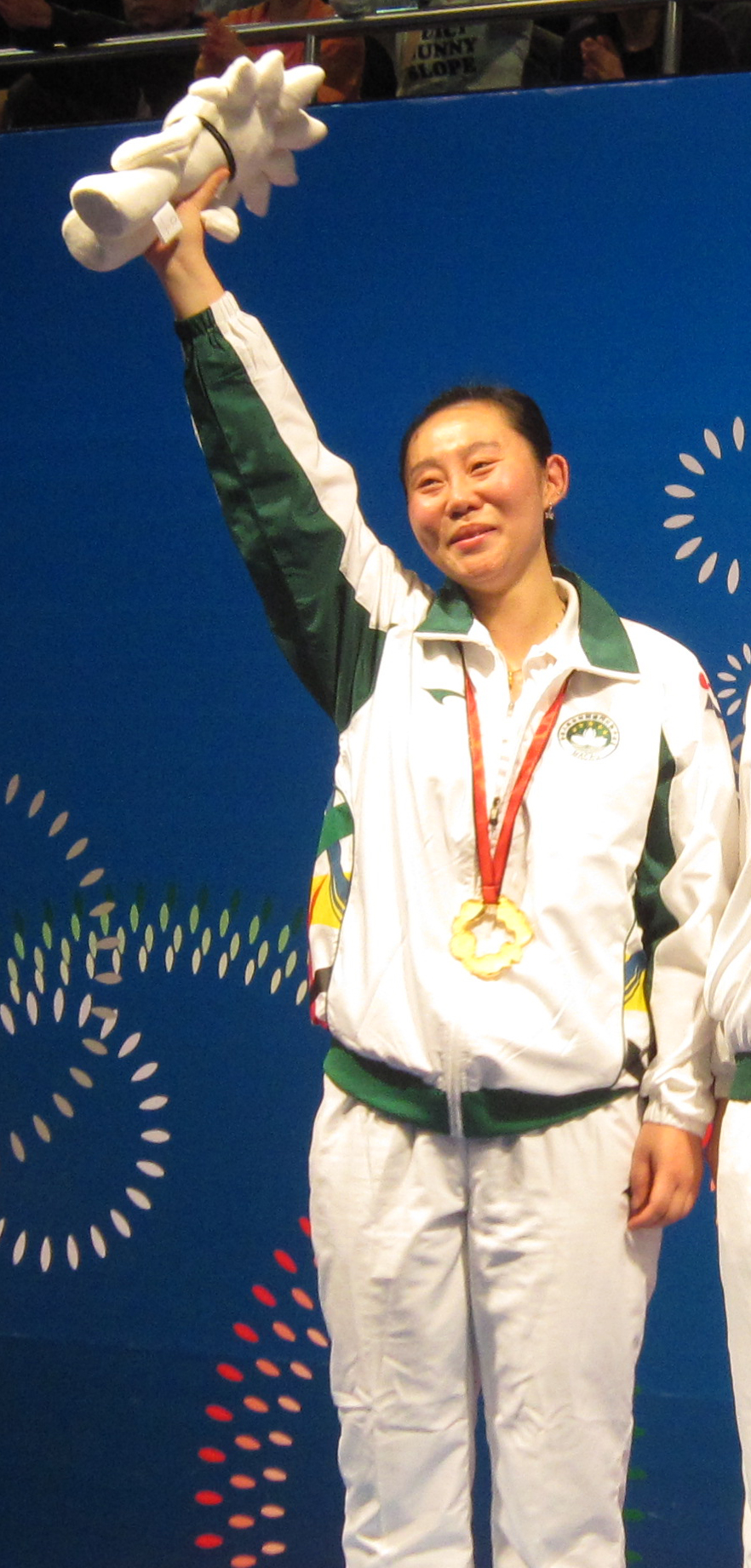
Zhang Zhibo, 2009

Zhang Zhibo (chinesisch 张之博, Pinyin Zhāng Zhībó, * 23. März 1982 in der Provinz Liaoning) ist eine Badmintonspielerin aus der Volksrepublik China, die mittlerweile für Macau startet.

## Karriere
Zhang Zhibo wurde 2004 chinesische Meisterin im Mixed mit Liu Zhiyuan. Seit 2008 startet sie für Macau. Für ihre neue Heimat stand sie im Finale des China Masters 2008, wo sie Doppel mit Zhang Dan jedoch gegen ihre früheren Teamkameradinnen Cheng Shu und Zhao Yunlei im Finale mit 14:21 und 11:21 unterlag. Bei den China Masters 2009, den Chinese Taipei Open 2009 und den Denmark Super Series 2009 schaffte sie es bis ins Viertelfinale. Im Halbfinale stand sie bei den Macau Open 2009. Die Ostasienspiele gewann sie im Doppel mit Zhang Dan.

## Sportliche Erfolge
| Saison | Veranstaltung             | Disziplin   | Platz | Name                      |
| ------ | ------------------------- | ----------- | ----- | ------------------------- |
| 2004   | Chinesische Meisterschaft | Mixed       | 1     | Liu Zhiyuan / Zhang Zhibo |
| 2008   | China Masters             | Damendoppel | 2     | Zhang Dan / Zhang Zhibo   |
| 2009   | Macau Open                | Damendoppel | 3     | Zhang Dan / Zhang Zhibo   |
| 2009   | Ostasienspiele            | Damendoppel | 1     | Zhang Dan / Zhang Zhibo   |
| 2012   | Bitburger Open            | Damendoppel | 1     | Wang Rong / Zhang Zhibo   |